# Saint-Hilaire-de-la-Côte
 Saint-Hilaire-de-la-Côte  es una población y comuna francesa, en la región de Ródano-Alpes, departamento de Isère, en el distrito de Vienne y cantón de La Côte-Saint-André.

## Demografía
| 593 | 564 | 531 | 802 | 1001 | 1106 |
| Para los censos de 1962 a 1999 la población legal corresponde a la población sin duplicidades (Fuente: INSEE [Consultar]) |     |     |     |      |      |